# Disasterina spinosa
Disasterina spinosa är en sjöstjärneart som beskrevs av Jean Baptiste François René Koehler 1910. Disasterina spinosa ingår i släktet Disasterina och familjen Asterinidae. Inga underarter finns listade i Catalogue of Life.